# Chiesa di San Giovanni Evangelista (Busnago)
La chiesa di San Giovanni Evangelista è la parrocchiale di Busnago, in provincia di Monza e Brianza ed arcidiocesi di Milano; fa parte del decanato di Trezzo sull'Adda.

## Storia
Nel Liber Notitiae Sanctorum Mediolani la cappella di Busnago è elencata tra quelle dipendenti dalla pieve di San Giovanni Evangelista di Pontirolo; questa situazione è confermata nella Notitia cleri del 1380 e nel Liber seminarii mediolanensis del 1564.
L'arcivescovo Giuseppe Pozzobonelli, durante la sua visita pastorale del 1760, trovò che la parrocchiale, in cui avevano sede le confraternite del Santissimo Sacramento e del Santissimo Rosario, aveva come filiali gli oratori di San Rocco al Lazzaretto, di Santa Margherita in località Cortiana, di Sant'Ambrogio a Ronzello e che il numero dei fedeli era pari a 871.
Nel 1774 iniziarono i lavori di costruzione della nuova chiesa; l'edificio, disegnato dal capomastro Giovanni Cattaneo, venne portato a compimento nel 1776.
Dalla relazione della visita pastorale del 1896 dell'arcivescovo Andrea Carlo Ferrari si legge che la rendita del beneficio ammontava a 1475 lire, che la parrocchiale di San Giovanni evangelista, alle dipendenze della quale v'erano gli oratori di San Rocco e di Santa Margherita alla Cascina Cartiana, era sede della confraternita del Santissimo Sacramento e che i fedeli erano 1826.
Nel 1970 la chiesa venne interessata dai lavori di adeguamento alle norme postconciliari, con l'aggiunta dell'ambone e dell'altare rivolto verso l'assemblea.

## Descrizione

### Esterno
La facciata a capanna della chiesa, rivolta a occidente e suddivisa da una cornice marcapiano modanata in due registri, entrambi scanditi da lesene, presenta in quello inferiore i tre portali d'ingresso timpanati e in quello superiore, che è coronato dal frontone triangolare ospitante l'orologio, una finestra.
Dietro alla chiesa, alla quale è annesso, sorge il campanile a base quadrata, costruito nel 1775; la cella presenta su ogni lato una monofora affiancata da lesene e coperto dal tetto a quattro falde.

### Interno
L'interno dell'edificio si compone di un'unica navata, sulla quale si affacciano le cappelle laterali introdotte da archi a tutto sesto e le cui pareti sono scandite da lesene binate sorreggenti la trabeazione modanata e aggettante sopra la quale si imposta la volta a botte; al termine dell'aula si sviluppa il presbiterio, rialzato di alcuni gradini e chiuso dall'abside.